# Bangubangu (peuple)
Pour les articles homonymes, voir Bangubangu.
Les Bangu-Bangu sont un peuple bantou de l'est de la République démocratique du Congo, établis principalement dans la province actuelle du Maniema au territoire de Kabambare et Kasongo. Ils sont également établis dans la province de Tanganyika dans les territoires de Kabalo, Kongolo et Nyunzu. Leur présence la plus élevée se situe dans le territoire de Kabambare au Maniema. Les Bangu-Bangu sont très proches des Hemba et des Baluba.

## Ethnonymie
Selon les sources et le contexte, on observe plusieurs variantes : Ba Bangu-Bangu, Bangu-Bangu Hemba, Luba Bangu-Bangu, Wamanyema.

## Langue
Leur langue est le Bangubangu (ou Kibangubangu) est une langue dont le nombre de locuteurs était estimé à 100 000 en République démocratique du Congo.

## Histoire
Les Bangubangu ont une histoire commune avec d'autres premiers chasseurs (chasseurs pré-Bembe) qui ont traversé la région, notamment les Bembe, les Boyo, les Hemba du nord et les Holoholo. Tous ces peuples partagent des styles de sculpture similaires qui vénèrent les ancêtres. Ils sont originaires du sud-est autour de la rivière Lualaba et ont migré en plusieurs vagues vers leur emplacement actuel près du lac Tanganyika. Comme les Hemba, ils ont également été fortement influencés par leur contact avec les Luba. Au XIXe siècle, ils ont coopéré avec des marchands d'esclaves musulmans de la côte orientale et ont aidé à établir un poste de traite à Kabambare. La population a été sérieusement réduite en raison des guerres, de l'esclavage et de la maladie, ce qui a donné très peu d'exemples survivants de la sculpture de Bangubangu.

## Culture
Les Bangubangu reconnaissent Vilie Nambi (un dieu suprême) et le culte religieux est centré sur les ancêtres. Les sanctuaires sont construits pour apaiser les esprits familiaux, et il existe une forte croyance dans les esprits Mujimu qui servent d'intermédiaire entre l'homme et le dieu. Une forte influence islamique est également perceptible dans la région, notamment dans la peur des djinns (esprits malveillants), qu'il faut apaiser. Au sein des communautés Bangubangu, les devins, les forgerons et les waganga (guérisseurs) sont investis du pouvoir religieux.